# Flux (géographie)
Pour les articles homonymes, voir Flux.

Flux piéton en gare de Paris-Nord, un matin de novembre 2017.

En géographie, la notion de flux peut être entendue au sens premier comme l’expression d’une circulation entre lieux sur une infrastructure. Le flux est nécessairement engendré par les différences qui existent entre ces lieux (on parle de différenciation spatiale). Si les flux peuvent être perçus comme étant révélateurs de ces différences ils peuvent aussi en être les facteurs de maintien et d'apparition. 
Ces flux peuvent être de différentes natures : matériels (marchandises, personnes...) ou immatériels (capitaux, informations...). De la même manière, il est possible de les classer à nouveau selon leur caractère licite ou illicite.
C'est le suédois Torsten Hägerstrand qui fut l'un des premiers géographes modernes à mettre les flux au centre de sa réflexion, notamment avec l'ouvrage The propagation of innovation waves, publié en 1952.

### Articles annexes
- Flux  dans les autres sciences

- Circulation
- Logistique
- Mobilité
- Réseau
- Transport / Volume de transport